# Moerasstreepzaad
Moerasstreepzaad (Crepis paludosa) is een vaste plant die behoort tot de composietenfamilie. De soort staat op de Nederlandse Rode Lijst van planten als zeldzaam en matig in aantal afgenomen. De soort komt van nature voor in Midden-, Noord- en Oost-Europa. Het aantal chromosomen 2n = 12.
De plant wordt 30-120 cm en vormt een bladrozet met een dikke, scheefliggende wortelstok. De bladeren van het bladrozet zijn donkergroen. Het blad is smal eirond tot langwerpig en onregelmatig bochtig getand. De middelste stengelbladeren zijn aan de onderkant blauwachtig, ongedeeld, eirond tot eirond-lancetvormig en onder het midden het breedst. De stengelomvattende bladvoet is diep hartvormig.
Moerasstreepzaad bloeit van eind mei tot begin juli met dooiergele bloemen in 1,5-3 cm grote hoofdjes. De omwindselblaadjes zijn bezet met zwarte klierharen. De stijl is zwartachtig groen.
De vrucht is een bleekgeel, cilindrisch, ongesnaveld, 5 mm lang nootje met tien ribben. De brosse pappusharen zijn geelwit of onderaan bruinachtig.
Moerasstreepzaad komt voor op natte, matig voedselrijke grond in grasland, grienden, loofbossen en langs waterkanten.

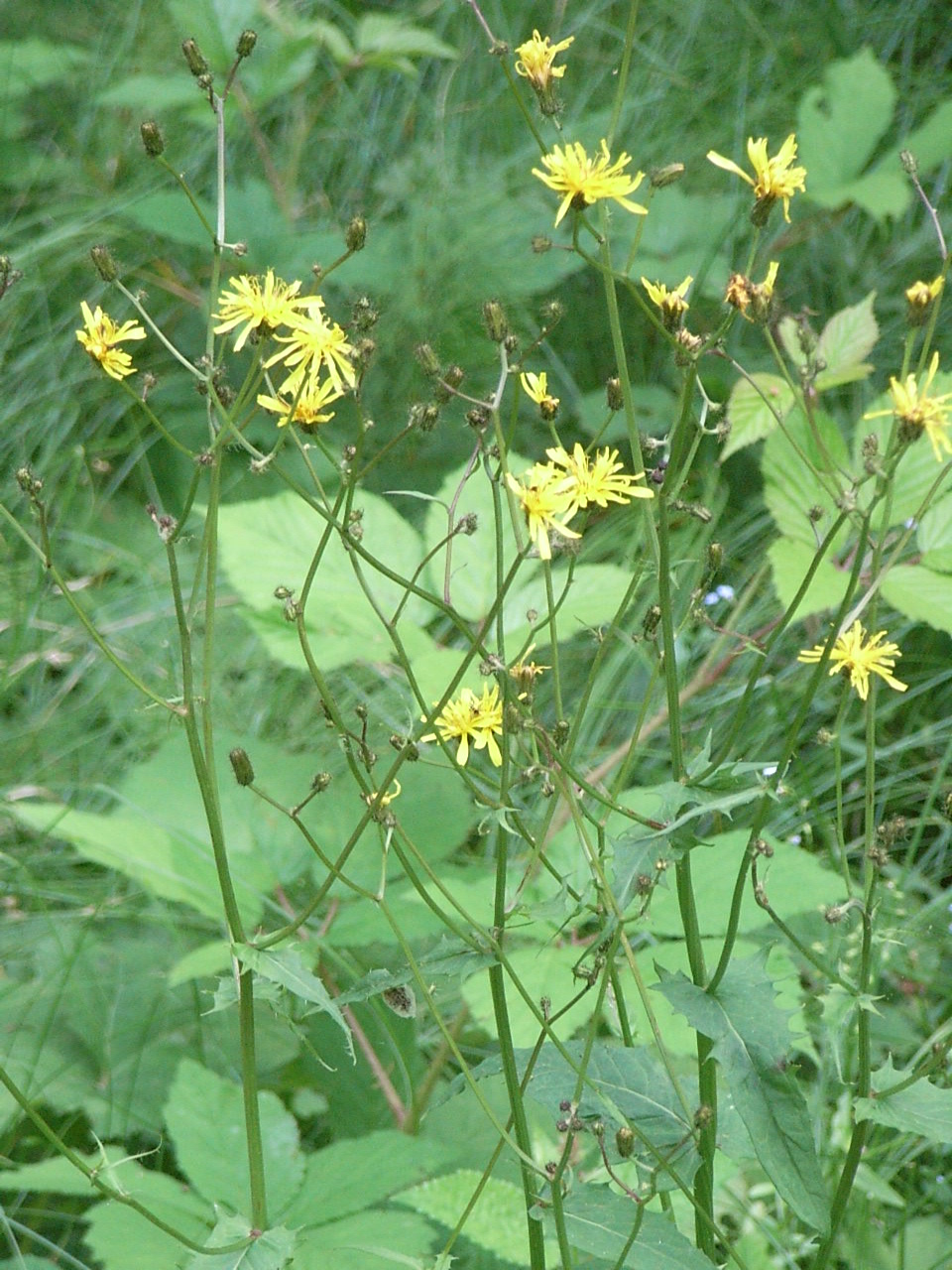
Bloeiwijze
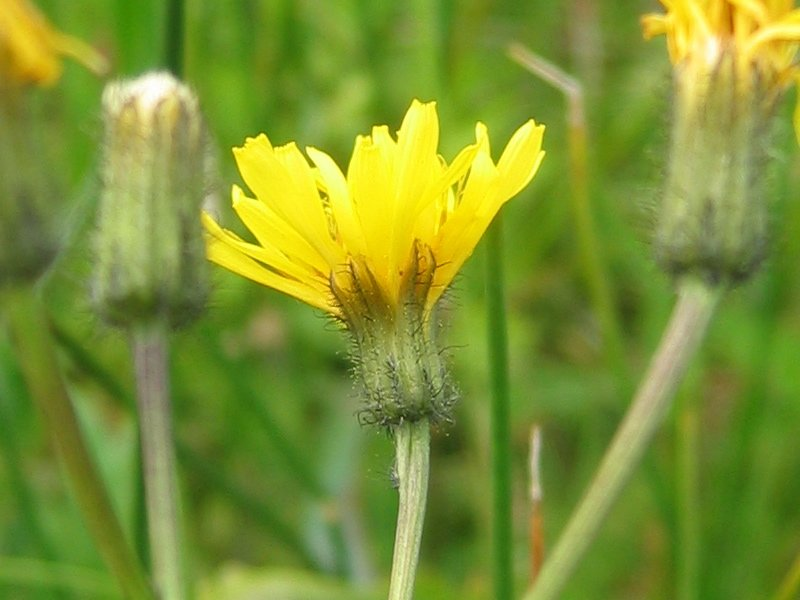
Omwindsel met klierharen
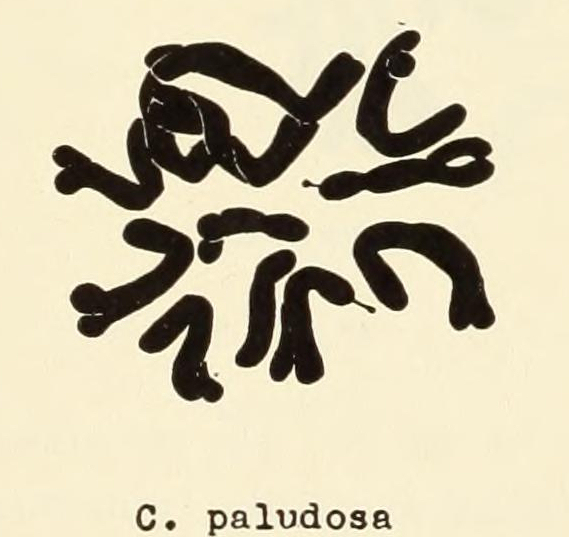

## Namen in andere talen
- Duits: Sumpf-Pippau
- Engels: Marsh Hawk's-beard
- Frans: Crépide des marais